# 水之教會
43°03′54″N 142°37′24″E / 43.064992°N 142.623361°E

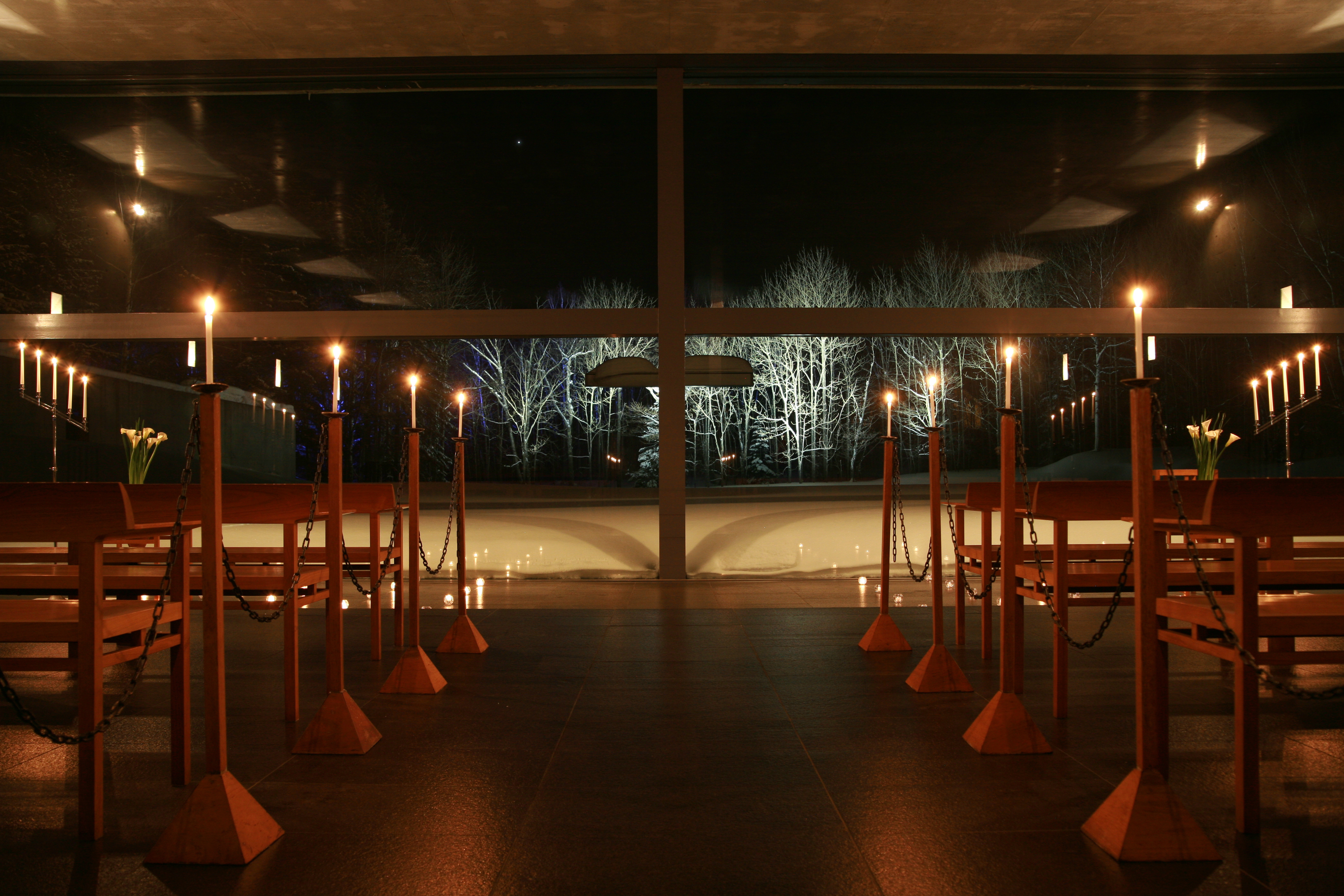
晚上的水之教會內貌

水之教會是位在日本北海道中心勇拂郡占冠村山上星野TOMAMU度假村內的一座小聖堂。由建築師安藤忠雄於1985年設計，以清水混凝土建造并於1988年建成。與「風之教會」和「光之教會」一同被稱為「安藤忠雄教堂三部曲」。